# Chroantha ornatula
Espèce
Chroantha ornatula est une espèce d'insectes hétéroptères, des punaises de la famille des Pentatomidae.

## Description
Le corps est relativement aplani et de coloration dorsale verdâtre à brunâtre avec de grandes callosités blanchâtres à jaunâtres aux angles du scutellum. La tête est triangulaire avec le clypéus libre. Les yeux sont quasi-pédonculés et les ocelles très proches des yeux. Les bords latéro-antérieurs du pronotum sont sinueux avec des angles huméraux saillants et arrondis. Le scutellum  est plus long que large et plus aigu à l'apex qui peut être jaune teinté de rouge. Les cories sont plus longues que le scutellum avec des membranes translucides dépassant l'abdomen. Le connexivum est peu saillant, de couleur vert, jaune ou rouge.

## Habitat et répartition
C'est une espèce que l'on retrouve dans les milieux halophytes ou riche en azote. Elle vit sur les plantes des genres Suaeda, Salsola ou encore Zygophyllum.
Sa répartition est méditerranéenne méridionale, étendue de la Macaronésie jusqu'au Moyen-Orient, en passant par toute la façade nord africaine. En Europe, on la retrouve dans le sud de la péninsule ibérique, en Italie, dans certaines îles grecques et sur Chypre,.

## Systématique
Chroantha ornatula a été décrit pour la première fois par l'entomologiste allemand Gottlieb August Wilhelm Herrich-Schäffer en 1842, sous le protonyme de Cimex ornatulus. En 1872, Carl Stål place cette espèce dans un nouveau genre monotypique Chroantha.

### Synonymes
Le genre Poecilocoris Jakovlev, 1877 a été mis en synonymie avec Chroantha par l'entomologiste finlandais Odo Morannal Reuter en 1885.
Les synonymes de Chroantha ornatula sont,:
- Cimex notatus Klug, 1845
- Pentatoma humerosa Dallas, 1851
- Poecilocoris scitulus Jakovlev, 1877
- Chroantha hataska Kirkaldy, 1899